# 神宮寺町 (浜松市)
神宮寺町（じんぐうじちょう）は静岡県浜松市浜名区の町名。丁番を持たない単独町名である。住居表示実施済。

## 地理
浜松市浜名区の中西部、引佐地区の南部に位置する。引佐町井伊谷と接する。

### 河川
- 神宮寺川

## 歴史

### 沿革
- 2013年（平成25年）3月1日 - 住居表示の実施に伴い、引佐町井伊谷の一部を分割して神宮寺町を新設する。[WEB 8]。
- 2024年（令和6年）1月1日 - 浜松市の行政区再編により、神宮寺町は浜名区の一部となる。

## 施設
- 浜松市立引佐幼稚園
- 静岡県警察細江警察署引佐町交番
- 神宮寺第一公園
- 天白公園
- セブン-イレブン引佐井伊谷北店
- 臨済宗妙心寺派 浩徳山 妙雲寺

## 交通

### バス
- 浜松市自主運行バス（平日昼1便のみ運行）：（奥山 方面 → ）井伊谷宮前（ → 気賀駅前 方面）
- 浜松市引佐地域バス（いなさみどりバス）なおとら線（事前予約制、月・水・金・土曜のみ運行（祝日・振替休日・年末年始は運休））

### 道路
- 愛知県道392号・静岡県道303号新城引佐線
- 静岡県道320号引佐舘山寺線

## その他

### 学区
小学校・中学校の学区は以下の通りである。
- 浜松市立井伊谷小学校
- 浜松市立引佐南部中学校

### 警察
警察の管轄区域は以下の通りである。
| 番・番地等 | 警察署     | 交番・駐在所 |
| ---------- | ---------- | ------------ |
| 全域       | 細江警察署 | 引佐町交番   |

### 消防
消防の管轄区域は以下の通りである。
| 番・番地等 | 消防署   | 本署/出張所 |
| ---------- | -------- | ----------- |
| 全域       | 北消防署 | 引佐出張所  |

### WEB
1. ↑  “h02_22.csv”.   総務省 (2022年2月10日). 2024年8月18日閲覧。
2. ↑  “令和2年国勢調査町丁・字等別境界データ”.   総務省統計局 (2024年3月12日). 2024年8月18日閲覧。
3. ↑  “zissizennzi.pdf”.   浜松市 (2024年1月4日). 2024年8月18日閲覧。
4. ↑  “静岡県 浜松市浜名区 神宮寺町の郵便番号 - 日本郵便”.   日本郵便. 2024年8月18日閲覧。
5. ↑  “市外局番の一覧”.   総務省 (2022年3月1日). 2024年8月18日閲覧。
6. ↑  “事業所案内及び管轄地域（事務所3件、分室3件）”.   一般社団法人静岡県自動車会議所. 2024年8月18日閲覧。
7. ↑  “zissiitiran1.pdf”.   浜松市 (2024年1月4日). 2024年8月18日閲覧。
8. ↑  “zissizennzi.pdf”.   浜松市 (2024年1月4日). 2024年8月18日閲覧。
9. ↑  “学校名から探す／浜松市”.   浜松市 (2024年1月1日). 2024年8月18日閲覧。
10. ↑  “引佐町交番｜静岡県警察”.   静岡県警察 (2024年1月1日). 2024年8月18日閲覧。
11. ↑  “消防署の町別管轄「し」／浜松市”.   浜松市 (2024年3月21日). 2024年8月18日閲覧。